# Mielőtt leszáll az éj (film, 2000)
Mielőtt leszáll az éj (Before Night Falls) Julian Schnabel 2000-ben bemutatott filmdrámája. A forgatókönyvet Reinaldo Arenas regénye alapján Lazaro Gomez Carriles és Cunningham O'Keefe írta. A főszerepben Javier Bardem. Magyar mozibemutató 2001. november 15. A film igaz történeten alapul.

## Történet
Reinaldo Arenas (Javier Bardem) 1943-ban Kubában született, disszidens kubai regényíró és költő. Vidéken, végtelen szegénységben, ám annál nagyobb szabadságban töltött gyermekkora után Castro Kubájában felnőve íróként és homoszexuálisként a cenzúra és az üldöztetés áldozatává vált. Arenast 14 évesen ragadta magával és nevelte fel a forradalom. Húszévesen jelent meg első regénye, "Celestino antes del Alba" ("Dalok a kútból") címmel, melyért Nemzeti Könyv-díjat kapott. Ez az egyetlen könyve, melyet szülőhazájában kiadhatott. Nyolc másik regényét, novelláit és verseit külföldön publikálta, Kubában műveit betiltották. Második, "El Mundo Alucinante" ("Hallucinációk") című regényét cenzúrázták, majd sikerült Franciaországba csempésznie, ahol 1969-ben a legjobb külföldi regény díját nyerte. Arenas volt az egyetlen kubai író, aki még Kubában élve a forradalmi kormány engedélye nélkül külföldön publikálta egy művét. Ettől kezdve természetesen bujkálnia kellett saját hazájában. 1973-ban letartóztatták, műveit elkobozták, s az El Morro börtönbe csukták, ahol két évet sikerült túlélnie nem politikai foglyok, hanem közönséges bűnözők között úgy, hogy rabtársai feleségeinek és kedveseinek szerelmes leveleket fogalmazott. 1980 májusában Castro minden homoszexuális, értelmi fogyatékos illetve büntetett előéletű személynek lehetővé tette, hogy elhagyja Kubát. Arenas 250 ezer kubaival együtt ekkor hagyta el szülőhazáját. Arenast az Egyesült Államokban sem a Paradicsom várta: azt a fajta szabadságot, amire vágyott, talán sehol sem találta volna meg. Reinaldo Arenas 1990-ben halt meg New Yorkban. Három évvel később adták ki memoárját ("Mielőtt leszáll az éj"), melyet a The New York Times könyvkritikai rovata az 1993-as év tíz legjobb könyve közé sorolt. Kéziratait a Princeton Egyetem archívumában őrzik.

## Szereplők
| Szereplő                 | Színész                 | Magyar hang   |
| ------------------------ | ----------------------- | ------------- |
| Reinaldo Arenas          | Javier Bardem           | Rajkai Zoltán |
| Lazaro Gomez Carilles    | Olivier Martinez        |               |
| Pepe Malas               | Andrea Di Stefano       |               |
| Tomas Diego              | Santiago Magill         |               |
| Juann Abreu              | John Ortiz              |               |
| Virgilio Pinera          | Héctor Babenco          |               |
| Jose Lezama Lima         | Manuel González         |               |
| Jorge Camacho            | Francisco Gattorno      |               |
| Margarita Camacho        | Marisol Padilla Sánchez |               |
| Bon Bon / Victor ezredes | Johnny Depp             | Hujber Ferenc |
| Herberto Zorilla Ochoa   | Michael Wincott         |               |
| Cuco Sanchez             | Sean Penn               |               |